# كأس جمهورية أيرلندا 1934–35
كأس جمهورية أيرلندا 1934–35 (بالإنجليزية: 1934–35 FAI Cup)‏ هو الموسم 14 من كأس جمهورية أيرلندا. أشرف على تنظيمه اتحاد أيرلندا لكرة القدم، وفاز فيه نادي بوهيميان.